# Nannolene keiferi
Nannolene keiferi är en mångfotingart som beskrevs av Chamberlin 1943. Nannolene keiferi ingår i släktet Nannolene och familjen Cambalidae. Inga underarter finns listade i Catalogue of Life.